# Грёдиц
Грёдиц (нем. Gröditz) — небольшой город в Германии, в земле Саксония, входит в состав района Мейсен.
Население составляет 7524 человека (на 31 декабря 2013 года). Занимает площадь 28,78 км².

## История
Первое упоминание о поселении относится к 1363 году.
Статус города Грёдицу был присвоен 5 октября 1967 года.
Коммуна была образована 1 сентября 1961 года, и вошла в район Гроссенхайн, а с 1994 года в район Риза-Гросенхайн.
1 августа 2008 года, после проведённых реформ, Эберсбах вошла в состав нового района Мейсен.

## Городской округ
Грёдиц также образует городской округ, куда помимо него входят ещё 5 населённых пунктов:
1. Наувальде (нем. Nauwalde).
2. Ниска[нем.] (нем. Nieska, 51°25′43″ с. ш. 13°21′33″ в. д.HGЯO).
3. Реппис[нем.] (нем. Reppis, 51°25′15″ с. ш. 13°26′14″ в. д.HGЯO).
4. Швайнфурт[нем.] (нем. Schweinfurth, 51°26′49″ с. ш. 13°23′31″ в. д.HGЯO).
5. Шпансберг[нем.] (нем. Spansberg, 51°25′14″ с. ш. 13°23′24″ в. д.HGЯO).

## Галерея

Грёдиц на карте района
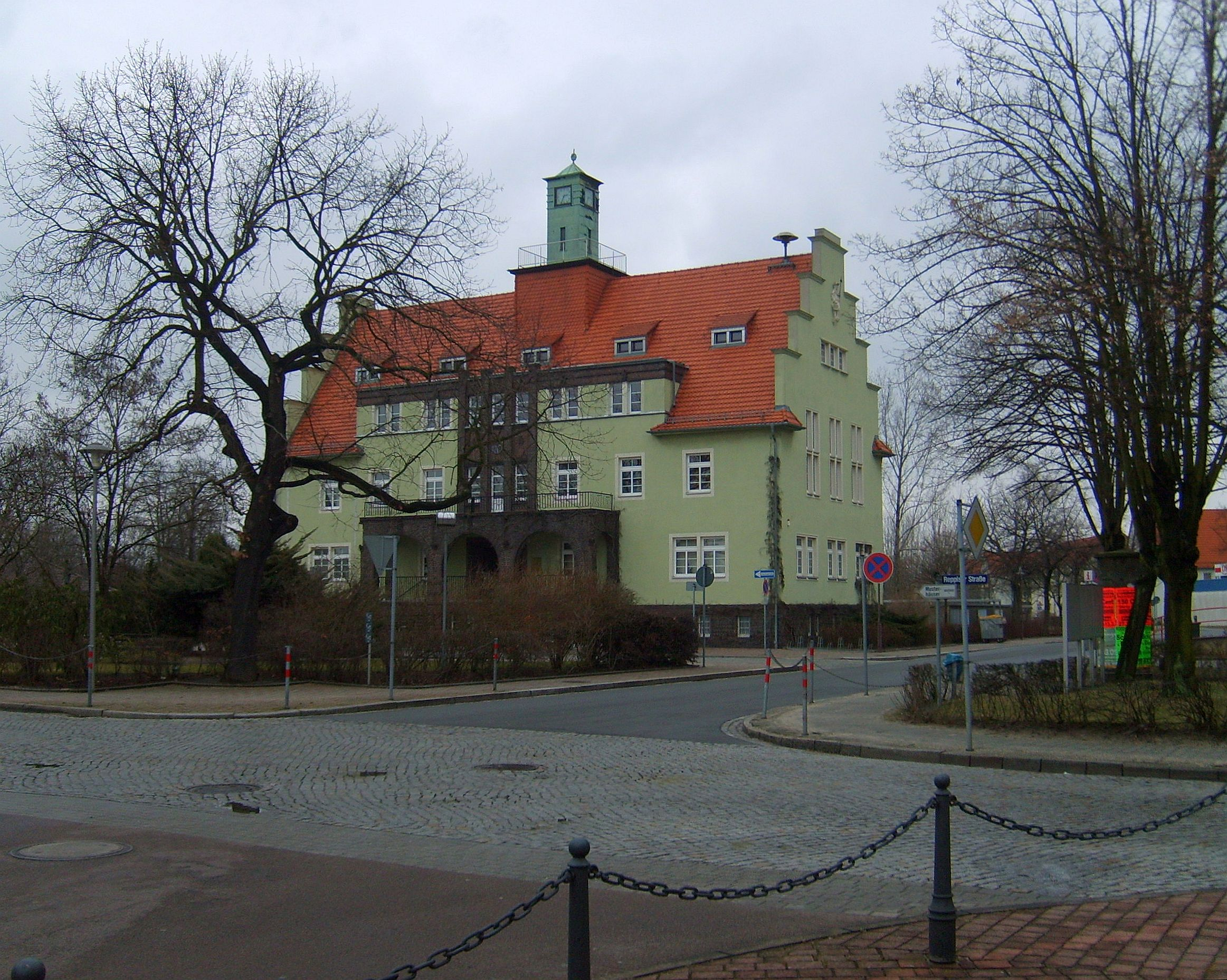
Городская ратуша
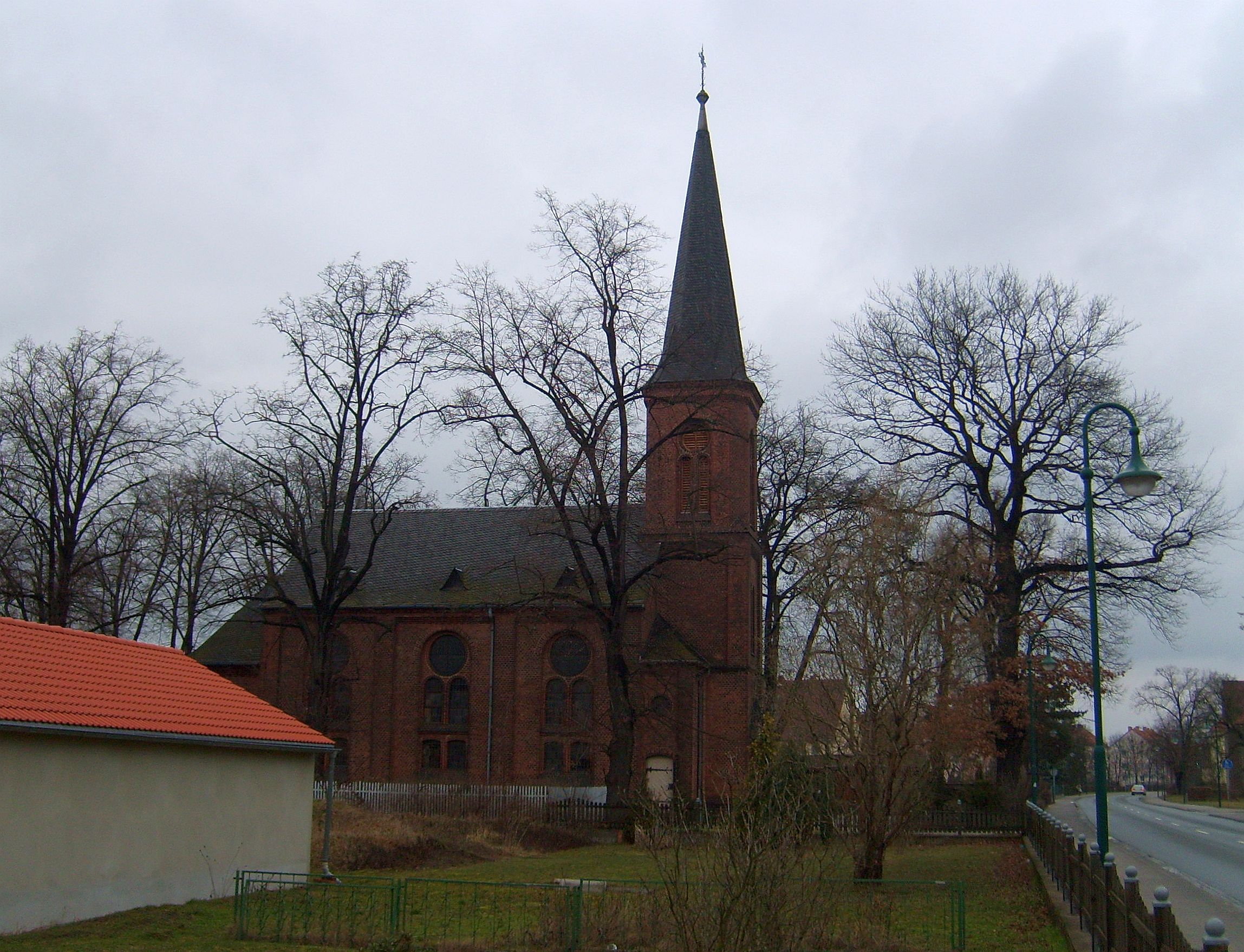
Церковь в Грёдице
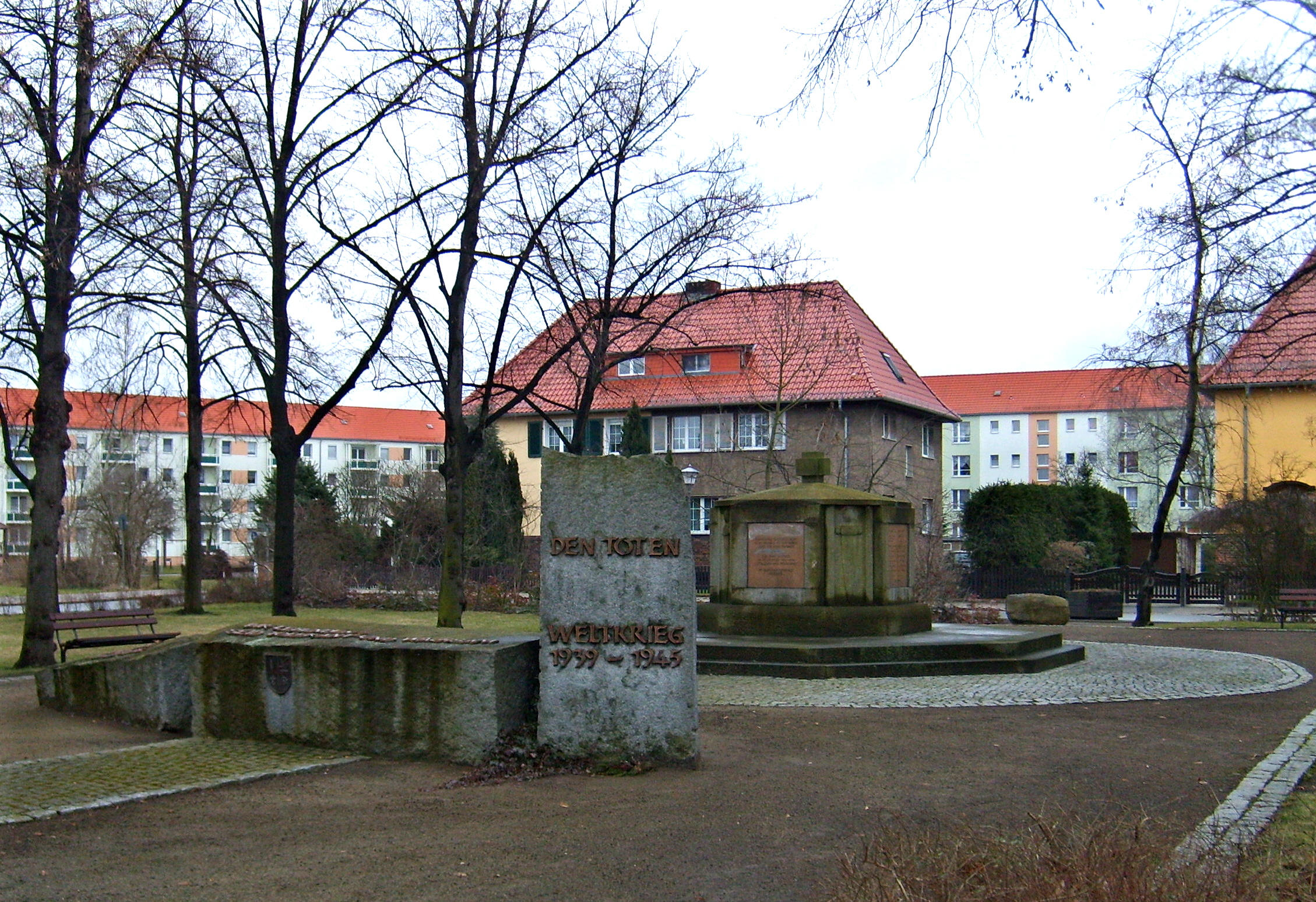
Мемориал в Грёдице